# Lophorrhachia aenospila
Lophorrhachia aenospila là một loài bướm đêm trong họ Geometridae.